# Колом'є (зупинний пункт)
Колом'є — пасажирський залізничний зупинний пункт Козятинської дирекції Південно-Західної залізниці на двоколійній електрифікованій змінним струмом (~25 кВ) лінії Шепетівка — Здолбунів між станціями Кривин та Славута I. Розташований у селі Колом'є Шепетівського району.

## Пасажирське сполучення
На зупинному пункті зупиняються приміські поїзди сполученням  Шепетівка — Здолбунів — Рівне.